# Astjoch
Das Astjoch, auch Burgstall genannt (italienisch Cima Lasta), ist mit 2194 m s.l.m. einer der höchsten Gipfelpunkte der Rodenecker und Lüsner Alm in den Lüsner Bergen in Südtirol, Italien.
Ausgangspunkte für die Besteigung des Astjochs sind die drei Parkplätze „Zumis“ (Rodeneck), „Tulper-Gompis“ (Lüsen) und „Kreuzner“ (Ellen, St. Lorenzen). Vom Gipfel bietet sich ein weiter Rundblick auf das Pustertal und das Eisacktal sowie auf die Zillertaler Alpen und die Dolomiten.
Der Namensbestandteil Ast- (zu althochdeutsch ouwiste) weist wohl auf eine frühere Nutzung des Bergs als Schafweide hin.

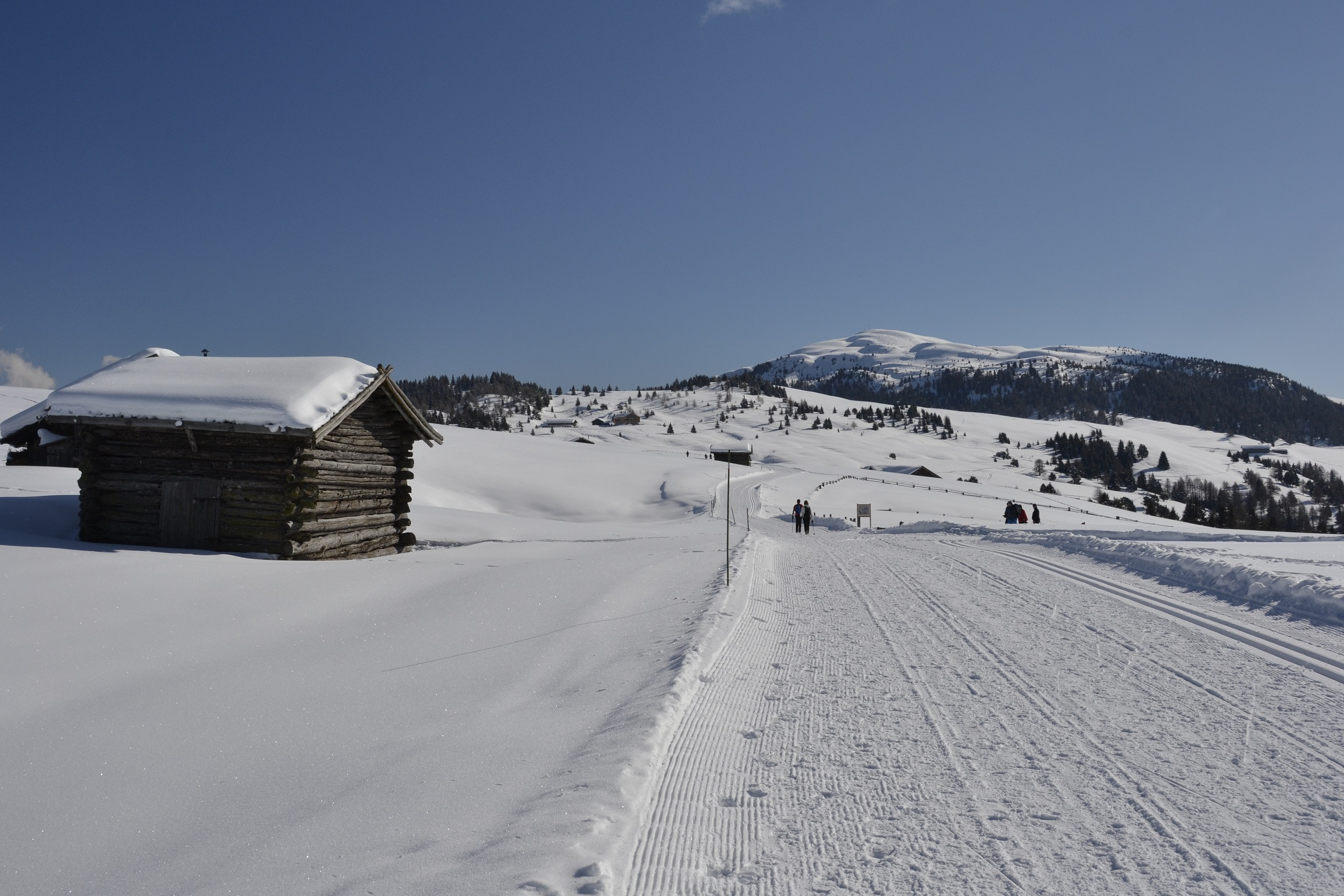
Blick von der Rodenecker und Lüsner Alm zum Astjoch